# Melanie Perkins
Melanie Perkins (Perth, Australia, 13 de mayo de 1987) es una empresaria australiana cofundadora de Canva.

## Biografía
Melanie Perkins nació en Perth, Australia Occidental. Fue alumna de la Universidad de Australia Occidental y se especializó en comunicaciones, psicología y comercio. Abandonó la universidad a los 19 años para dedicarse a su primer negocio con Cliff Obrecht, Fusion Books.

## Trayectoria
En 2007 fundó, junto a Cliff Obrecht, la web Fusion Books, un sistema de diseño para crear agendas y anuarios escolares. Fusion Books permitió a los estudiantes diseñar sus propias agendas escolares utilizando una herramienta simple.

### Canva

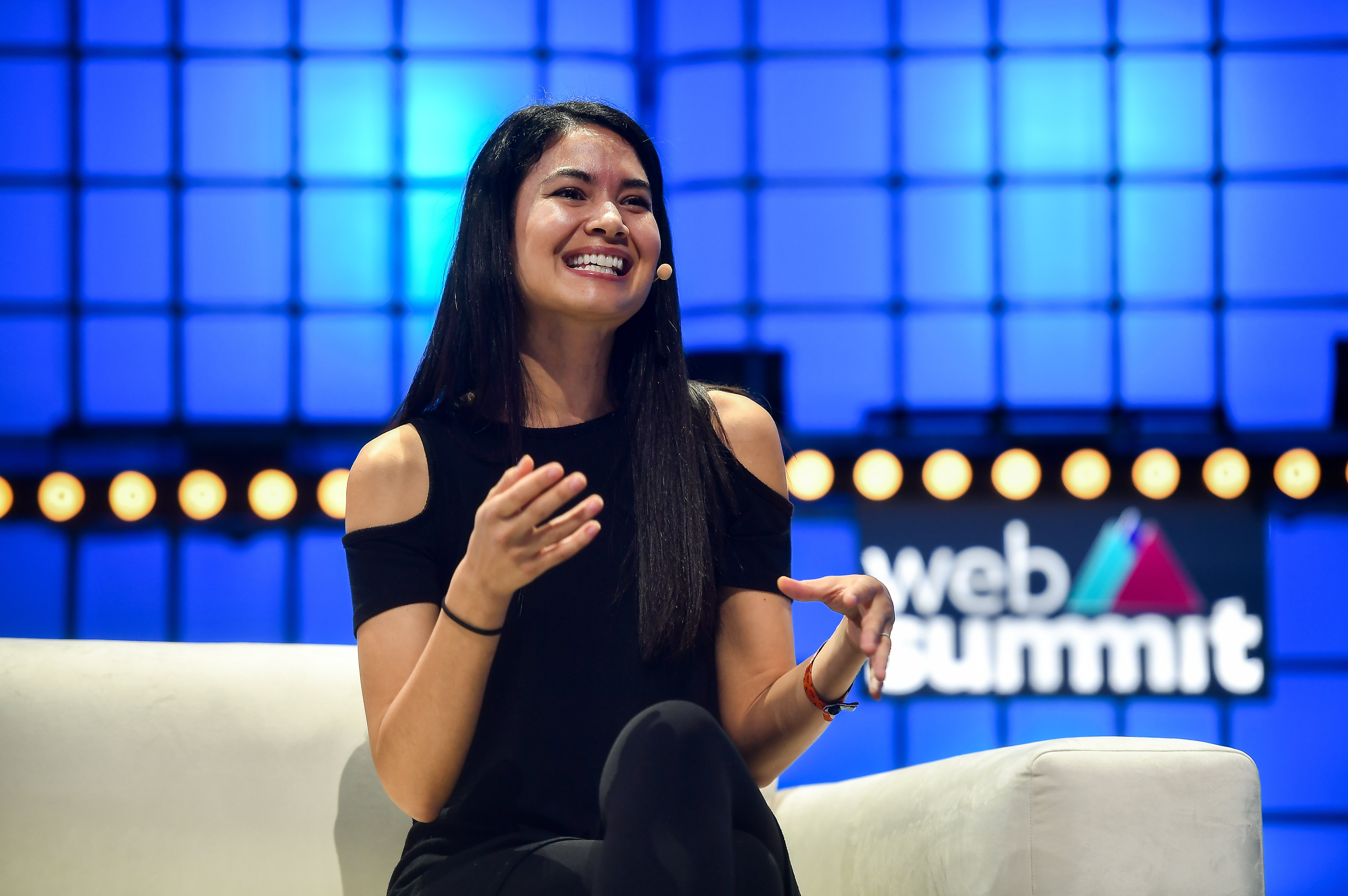
Imagen de Perkins durante una entrevista en 2020.

En 2011, Perkins y Obrecht presentaron al inversor Bill Tai la idea inicial de Canva. También estuvieron presentes otros capitalistas de riesgo, incluido Rick Baker de Blackbird Ventures. Algunas de estas reuniones tuvieron lugar en Silicon Valley, donde Perkins y Obrecht se reunieron con Lars Rasmussen, cofundador de Google Maps . Luego, Rasmussen se convirtió en el asesor tecnológico de la empresa, donde presentó a Perkins y Obrecht a Cameron Adams. Después aceptó unirse a Canva, convirtiéndose en su tercer fundador y director de producto.
Perkins es el CEO de una de las pocas start-ups ' unicornio ' que son rentables.

## Vida personal
Perkins y Obrecht se casaron en enero de 2021 en Rottnest Island.